# Samuel Eaton Thompson
Samuel Eaton Thompson (1875? - 1960?) là một người Mỹ tự nhận mình có mối liên hệ với sinh vật ngoài hành tinh. Mặc dù lời tuyên bố của ông đã khiến ông ít công khai nhắc đến chuyện này trong suốt đời mình, Thompson có thể là người tiếp xúc UFO ở Bắc Mỹ đầu tiên. Nhà nghiên cứu UFO Jerome Clark mô tả tài liệu này như một "câu chuyện chân thực kỳ dị nhất trong lịch sử UFO thuở ban đầu [và] cũng là một trong những câu chuyện ít người biết đến nhất". Câu chuyện thu được một mẫu ngắn, gồm 11 đoạn, đề cập đến trong một tờ báo địa phương vào năm 1950 (vào ngày 1 tháng 4, khiến một số người nghi ngờ toàn bộ câu chuyện chỉ là trò lừa hoặc trò đùa mà thôi), và toàn bộ câu chuyện không được công bố cho đến hơn ba thập kỷ sau đó.

## Câu chuyện của Thompson
Là một công nhân đường sắt về hưu vào những năm 1970, Thompson tuyên bố rằng vào tối ngày 28 tháng 3 năm 1950, trong khi lái xe về nhà ở Centralia, Washington, ông bắt gặp một chiếc đĩa bay lớn trong rừng. Chiếc đĩa bay theo như lời ông nói, dài khoảng 80 feet (24 m) và cao cỡ 30 feet (9 m). Hai đứa trẻ trần truồng, da rám nắng, nhìn giống người nhưng rất quyến rũ, đang chơi gần lối ra vào của con tàu. Ông đã cố gắng tiếp cận chiếc đĩa bay trong phạm vi khoảng 50 feet (15 m), phát ra một sức nóng cực mạnh giống như Mặt Trời. Một số người lớn trần truồng — hình người, dáng vẻ lôi cuốn, và cũng có làn da nâu đậm — xuất hiện ở cánh cửa con tàu. Sau khi nhận ra Thompson chẳng có vẻ gì là gây hại, họ liền ra dấu gọi ông lại gần hơn. Phi hành đoàn bao gồm 20 người lớn và 25 trẻ em, bọn trẻ có độ tuổi từ khoảng 5 đến 15.
Thompson xác nhận là mình đã dành 40 giờ tiếp theo với những sinh vật dạng người này. Họ nói với ông rằng họ đến từ Sao Kim và đã dừng chân ở Trái Đất, bất chấp thực tế là những chiếc đĩa bay của người Sao Kim khác đã bị các lực lượng quân sự trên Trái Đất bắn hạ. Người Sao Kim nói rằng tất cả các vấn đề của Trái Đất đều bắt nguồn từ chiêm tinh học: con người được sinh ra dưới những dấu hiệu ngôi sao khác nhau, trong khi Sao Kim được sinh ra dưới dấu hiệu Sao Kim, cũng như Thompson. Người Sao Kim tiếp tục nói với Thompson rằng họ ăn chay, và họ không bao giờ mắc bệnh nặng. Thompson cũng tuyên bố rằng người Sao Kim có bản tính ngây thơ và chất phác: họ không biết ai đã chế tạo đĩa bay của họ, và dường như có ít hoặc không có sự tò mò nào khác.
Thompson còn tự nhận mình chính là người đầu tiên trong số nhiều người Trái Đất được gặp gỡ người Sao Kim, và rằng sau khi nhân loại đã chứng kiến sự khôn ngoan trên con đường của người Sao Kim, Chúa Giêsu Kitô sẽ trở lại vào năm 10.000. Thompson đã ở lại trên tàu vũ trụ của người Sao Kim cho đến ngày 30 tháng 3 năm 1950. Ông cố gắng chụp ảnh tàu vũ trụ của họ làm bằng chứng nhưng vật thể bay phát ra luồng ánh sáng chói đến mức nó xuất hiện trên cuộn phim trông chẳng khác nào một đốm sáng cả. Thompson có thể nhìn thấy người Sao Kim bất cứ lúc nào ông muốn, nhưng không thể tiết lộ tất cả thông tin mà ông đã học hỏi được từ họ.

## Công bố và dư luận
Sau đó, phi công Kenneth Arnold — người nhìn thấy UFO vào năm 1947 đã gây ra sự quan tâm rộng rãi của công chúng về UFO — đã đến phỏng vấn Thompson. Arnold không tin tưởng câu chuyện này đúng theo nghĩa đen, nhưng ông cũng không thể chấp nhận rằng Thompson bề ngoài có vẻ như là người chân thực, trình độ thấp lại là một kẻ nói dối trắng trợn hoặc bỡn cợt. Arnold suy đoán rằng Thompson có thể đã có một trải nghiệm tâm linh.
Năm 1980, Arnold đã tặng một bản sao cuộn băng phỏng vấn Thompson năm 1950 của mình cho tạp chí Fate. Bài viết của Clark "Sự hiện diện của người Sao Kim" (The Coming of the Venusians) được xuất bản trong số ra tháng 1 năm 1981 của Fate. Clark suy đoán rằng Thompson đã có một trải nghiệm mộng tưởng, được lấy cảm hứng và trích dẫn từ nền văn hóa dân gian UFO và những câu chuyện trong Kinh Thánh.

## Điểm tương đồng với các trường hợp UFO khác
Clark đã ghi nhận những điểm tương đồng giữa trường hợp của Thompson và tuyên bố năm 1897 trong các báo cáo về chiếc phi thuyền bí ẩn. Cũng có một số điểm tương đồng giữa câu chuyện của Thompson và câu chuyện thứ hai, cũng như lời kể được biết đến nhiều hơn của George Adamski; nhưng Clark lập luận rằng không chắc Adamski đã biết đến Thompson.